# Orlando Olave Villanoba

Orlando Olave Villanoba (Barrancabermeja, Colômbia, 28 de janeiro de 1969) é um ministro colombiano e bispo católico romano de Tumaco.
Orlando Olave Villanoba estudou filosofia no seminário de Bucaramanga e teologia católica no seminário de San Gil. Depois de mais estudos no Instituto Teológico-Pastoral para América Latina (ITEPAL) e na Pontifícia Universidade dos Salesianos, obteve a licenciatura em pastoral juvenil. Em 5 de dezembro de 1998 recebeu o Sacramento da Ordem para a Diocese de Barrancabermeja.
Além de várias tarefas na pastoral paroquial, foi coordenador da comissão pastoral juvenil da Diocese de Barrancabermeja e comissário diocesano para a catequese. Desde 2009 é capelão na Catedral da Diocese de Barrancabermeja e desde 2013 oficial pastoral.
Em 18 de março de 2017, o Papa Francisco o nomeou Bispo de Tumaco. Dom Ettore Balestrero, Núncio Apostólico na Colômbia, concedeu sua consagração episcopal em 6 de maio do mesmo ano. Os co-consagrantes foram o Bispo de Barrancabermeja, Camilo Fernando Castrellón Pizano, S.D.B., e o Arcebispo de Bucaramanga, Ismael Rueda Sierra. A inauguração na Diocese de Tumaco ocorreu em 20 de maio de 2017.